# Metropolitan Borough of Hammersmith

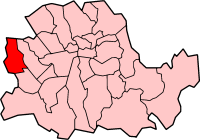
Lage von Hammersmith im früheren County of London

Der Metropolitan Borough of Hammersmith war ein Metropolitan Borough im Ballungsraum der britischen Hauptstadt London im Westen der ehemaligen Grafschaft County of London. Er existierte von 1900 bis 1965.

## Geschichte
Der Bezirk entstand aus dem Civil Parish Hammersmith, der 1834 von Fulham abgetrennt wurde. Die Gemeinde lag in der Grafschaft Middlesex und gehörte ab 1855 zum Einzugsgebiet des Metropolitan Board of Works. 1889 wurde Hammersmith Teil der County of London, elf Jahre später wurde es in einen Metropolitan Borough umgewandelt. Bei der Gründung von Greater London im Jahr 1965 wurden der Metropolitan Borough Hammersmith und der Fulham zum London Borough of Hammersmith and Fulham zusammengeschlossen.

## Statistik
Der London Borough of Hammersmith and Fulham ist 9,26 km² groß.
Einwohnerzahlen:
Civil parish:
| Jahr      | 1801  | 1811  | 1821  | 1831   | 1841   | 1851   | 1861   | 1871   | 1881   | 1891   |
| Einwohner | 5.600 | 7.393 | 8.809 | 10.222 | 13.453 | 17.760 | 24.519 | 42.691 | 71.939 | 97.239 |

Metropolitan Borough:
| Jahr      | 1901    | 1911    | 1921    | 1931    | 1951    | 1961    |
| Einwohner | 112.239 | 121.521 | 130.295 | 135.523 | 119.367 | 110.333 |